# Em Busca do Susexo
Em Busca do Susexo é um filme brasileiro de 1970, do gênero drama, dirigido por Roberto Pires. Baseado no conto "A Donzela da Televisão" do livro As Cariocas de Sérgio Porto

## Sinopse
Zelinda (Eulina Rosa) é uma moça pura que foi criada com muita rigidez e sacrifício por sua mãe, Helena (Berta Loran). Aos 20 anos, Zelinda trabalha como dançarina num programa de TV. Sempre acompanhada da mãe, preocupada em manter a virgindade da filha, símbolo de sua dedicação à menina, Zelinda encanta sr. Borges (Cláudio Marzo), seu chefe e funcionário muito influente na emissora. A moça reclama ao chefe por ainda receber como figurante sendo que já é dançarina. Borges lhe garante um novo contrato. Quando d. Helena toma conhecimento da promoção da filha, convida Borges para um jantar em sua casa, durante o qual Zelinda o seduz, seguindo orientações da mãe que faz o homem prometer um papel para a filha numa telenovela. Com a promessa, d. Helena permite que a filha passeie a sós no carro do chefe, em que o casal se beija. Zelinda é escalada para a novela e outros programas gravados em São Paulo. A mãe acompanha a viagem da moça, para infelicidade de Borges. Helena passa a oferecer a virgindade da filha em troca de um apartamento, um carro e um bom contrato. Borges não cai no golpe da velha. Zelinda fica grávida, misteriosamente sem perder a virgindade, e diz à mãe que prefere deixar de ser virgem de maneira tradicional. As duas procuram Borges, explicam a situação e lhe oferecem a virgindade sem pedir nada em troca. Borges leva Zelinda para Cabo Frio. O médico que diagnosticara a gravidez de Zelinda descobre que por engano trocara o exame, liga para d. Helena e comunica que a moça não está grávida. A mãe, desesperada tenta completar ligações para Cabo Frio, porém só consegue falar com a filha após o ato consumado...

## Elenco
- Cláudio Marzo - Borges
- Eulina Rosa ... Zelinda
- Berta Loran .... Dona Helena
- Flávio Migliaccio
- Silvio Lamenha
- Moacyr Deriquém